# Fredrik Ekelund
Hans Fredrik Ekelund, född 20 november 1953 i Uppsala, är en svensk författare, översättare och tolk. Ekelund använder sig även av namnet Marisol M efter att ha kommit ut som transvestit.

## Biografi
Familjen flyttade till Malmö när Ekelund var nio år, då fadern fått en läkartjänst där. Efter gymnasiet och militärtjänsten följde arbete i Malmö hamn i fem år. Erfarenheterna därifrån låg till grund för debutromanen Stuv Malmö, kom! som skildrar hamnarbetare i Malmö. De följande åren ägnades åt resor och åt studier i litteraturvetenskap i Lund och Paris. Numera bosatt i Limhamn i Malmö.
Ekelunds skrivande inkluderar romaner, kriminalromaner, diktsamlingar. Utöver detta har det även blivit två böcker om fotboll och en handfull pjäser, samt tillsammans med Lasse Westman två filmer. År 2018 kom den självbiografiska romanen Q som skildrar erfarenheterna som transvestit. Detta skildras också i dokumentärfilmen Marisol som kom 2021, regisserad av Stefan Berg och Ekelunds dotter, Amanda Erixon Ekelund.
Ekelund var under en period 2020–2021 kulturredaktör på webbtidningen Bulletin.

## Pjäser
- Fredag, klockan fyra (enaktare)
- Fubbick Town (monolog)
- Garrincha har en son i Stockholm
- Peep (premiär i Malmö 1999)
- Överläkaren som drömde om att göra birdie

## Översättningar
- Jorge Calvo: Ödlornas mosse, noveller (Symposion, 1991)
- Jorge Calvo: Matchen: roman (La partido) (Symposion, 1993)
- Louis-Jean Calvet: Roland Barthes: en biografi (Roland Barthes) (Symposion, 1994)
- Reynaldo Valinho Alvarez: Staden skriker: dikter (översatt tillsammans med Jens Nordenhök, Pequod press, 1997)
- Pelé: Pelé: självbiografin (Pelé) (översättning från portugisiskan av Fredrik Ekelund, från engelskan av Thomas Engström) (Bonniers, 2006)
- Carsten Jensen: Sista resan (Sidste rejse) (Bonniers, 2009)
- Milton Hatoum: Den förtrollade staden (Orfãos do Eldorado) (Bonniers, 2010)
- Carsten Jensen: Ut: upptäcktsresor 1978-2010 (Ud) (Bonniers, 2011)
- Elena Balzamo: August Strindberg: ansikten och öde (August Strindberg) (Atlantis, 2012)
- Dy Plambeck: Gudfar (Gudfar) (Bonniers, 2013)

## Priser och utmärkelser
- 1994 – Albert Bonniers stipendiefond för yngre och nyare författare
- 1999 – Stig Sjödinpriset
- 2004 – ABF:s litteratur- & konststipendium
- 2009 – Ivar Lo-priset[6]